# Amegilla bothai
Amegilla bothai là một loài Hymenoptera trong họ Apidae. Loài này được Friese mô tả khoa học năm 1911.